# Aura (canção)
"Aura" é uma canção da cantora norte-americana Lady Gaga, gravada para o seu terceiro álbum de estúdio Artpop. Foi escrita e produzida pela própria com auxílio de Zedd e do duo Infected Mushroom. A sua apresentação ocorreu durante o iTunes Festival em Londres, posteriormente sendo incluída no trailer para o filme Machete Kills, no qual a artista participa. Embora não tenha recebido lançamento como single, conseguiu entrar na tabela musical Dance/Electronic Songs da Billboard.

## Gravação e composição

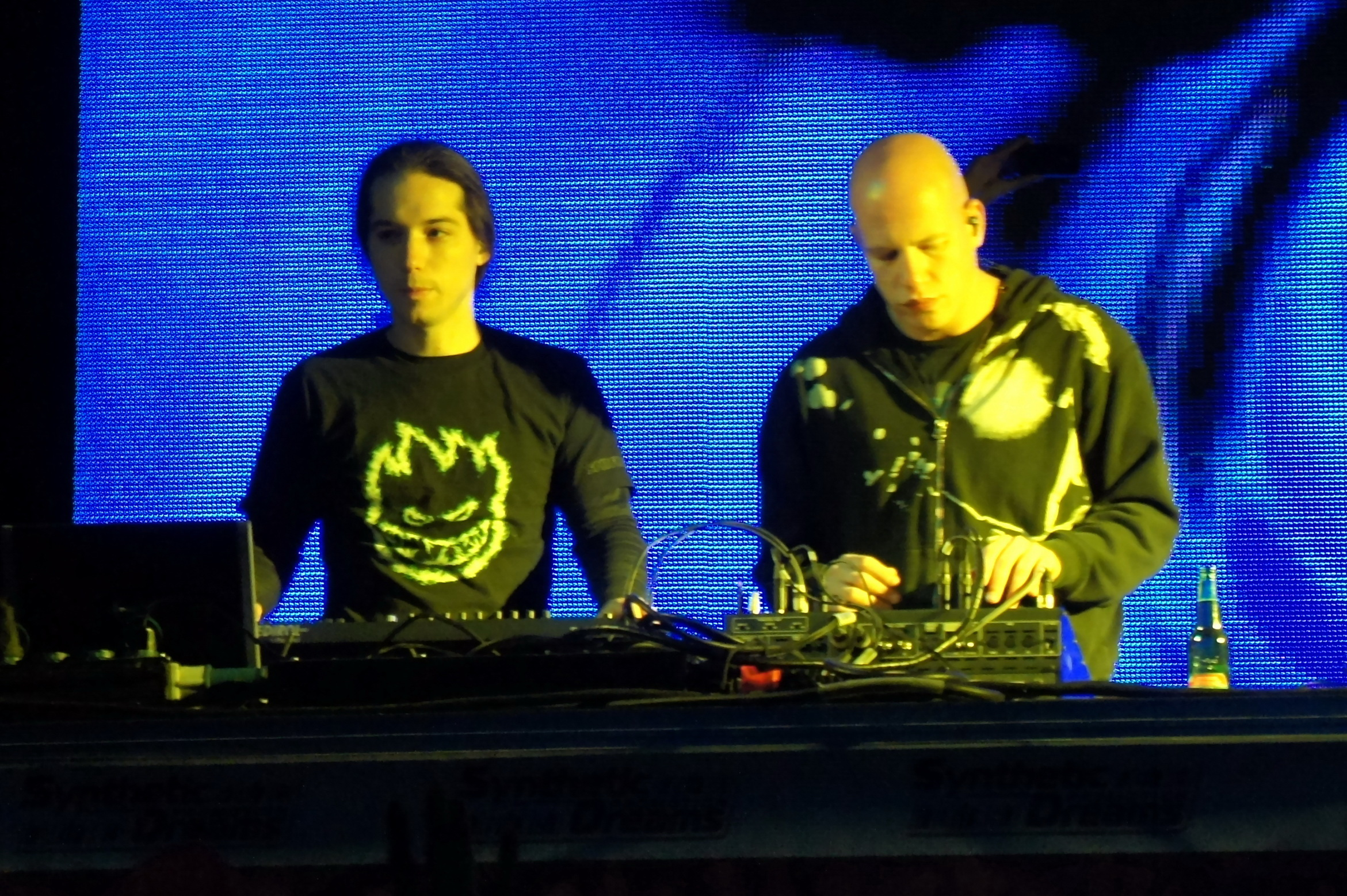
O duo Infected Mushroom contribuiu para a composição e produção da canção.

Em Setembro de 2011, Lady Gaga confirmou durante uma entrevista ao locutor Ryan Seacrest que estava a trabalhar no sucessor de Born This Way, lançado em 2011. Momentos após o anúncio, o produtor DJ White Shadow, que tinha trabalhado com a artista anteriormente, confirmou o seu envolvimento no trabalho do disco. Outro profissional que frequentemente trabalha com Gaga, Fernando Garibay, também constatou estar presente no próximo projecto da cantora, esperando "superar" os registos anteriores. A jovem gravou Artpop durante a digressão mundial The Born This Way Ball. Durante a preparação e ensaios em palco, Garibray e White Shadow enviaram o seu material para ser utilizado na concepção do trabalho. No mês de Maio de 2012, o gerente de Gaga, Vincent Herbert, insinuou que a produção para o trabalho tinha sido concluída, adjectivando como "loucos" e "grandes" os registos gravados. Nesse mesmo período, a intérprete apresentou a maqueta final à sua editora e esperava revelar o nome do disco em Setembro, uma revelação que acabou por ser divulgada com um mês de antecedência.
A música foi divulgada na Internet antes do lançamento do álbum, contudo, Gaga confirmou que se tratava apenas de uma demonstração, não sendo a versão final. "Aura" esteve em consideração para se tornar no segundo single para promover Artpop, quando a artista questionou os fãs através da sua conta oficial no Twitter.

## Recepção
Após a divulgação ilegal da canção, a sua recepção crítica não foi unânime. Sal Cinquemani, da Slant Magazine, fez uma análise positiva e assinalou que era favorita em relação ao primeiro single do disco, "Applause". Umema Aimem, do jornal Washington Post, foi crítico em relação ao conteúdo lírico do tema, afirmando que "começa bem [...] mas depois perdeu quando começou a transformar um símbolo [islâmico] tão sagrado num traje exótico. Não é algo que se possa usar para uma festa de Halloween". Um editor da revista Spin sublinhou que a música era "uma bagunça EDM em todos os sentidos". A menção da burca tornou-se controversa, sendo que diversas frentes muçulmanas acusaram Gaga de degradar a sua indumentária ao sexualizá-la.
Devido à sua actividade na Internet, a obra conseguiu debutar na vigésima oitava posição da tabela norte-americana Billboard Dance/Electronic Songs na semana de 26 de Outubro de 2013.

## Divulgação
A 1 de Setembro de 2013, a cantora abriu o iTunes Festival em Londres, na Roundhouse, no qual apresentou oito canções confirmadas em Artpop. A sua abertura consistiu na primeira interpretação ao vivo de "Aura", com um lenço preto e uma faca com a palavra "HOLLYWOOD" escrita, em referência ao conteúdo lírico. Após o espectáculo, o The Huffington Post comentou que "ao chegar ao palco 26 minutos atrasada, Gaga abriu com a faixa anteriormente divulgada "Aura", que soou mais vibrante e enlouquecida que a demo inacabada. (...) Cantou dentro de uma gaiola suspensa sobre o público, e as suas letras davam o tom para o resto do seu alinhamento".
A fim de promover a estreia do filme Machete Kills, no qual Gaga interpreta o papel de La Chameleón, os criadores decidiram utilizar a canção no seu comercial. Posteriormente, criaram ainda um vídeo lírico para a música, carregado no serviço Vevo a 9 de Outubro de 2013 e continha diversas imagens e partes das gravações, como forma de promoção ao seu lançamento.

## Desempenho nas tabelas musicais

### Posições
| Tabela musical (2013)                             | Melhor posição |
| ------------------------------------------------- | -------------- |
| Estados Unidos - Billboard Dance/Electronic Songs | 28             |